# (14428) Lazaridis
(14428) Lazaridis ist ein Asteroid des Hauptgürtels, der am 8. November 1991 von Astronomen der Spacewatch auf dem Kitt Peak (IAU-Code 691) in Arizona entdeckt wurde.
Der Asteroid wurde am 14. Juni 2003 nach dem griechischstämmigen kanadischen Unternehmer und Kanzler der University of Waterloo Mike Lazaridis (* 1961) benannt, der 1984 zusammen mit Mike Barnstijn und Douglas Fregin RIM (Research In Motion) gründete, die Firma, die das Blackberry-Mobiltelefon entwickelt und produziert.